# Podarcis hispanicus
Espèce
Synonymes
- Lacerta oxycephala var. hispanica Steindachner, 1870
- Podarcis hispanica Steindachner, 1870

Statut de conservation UICN

 LC  : Préoccupation mineure
Podarcis hispanicus est une espèce de sauriens de la famille des Lacertidae.

## Répartition
L'espèce dans son acception ancienne couvrait le sud de la France, en Espagne et au Portugal, mais des sous-espèces ayant été élevées au rang d'espèce (pour la France Podarcis liolepis), elle ne couvre plus que la Murcie et ses alentours.

## Liste des sous-espèces
- Podarcis hispanicus hispanicus (Steindachner, 1870)

## Publications originales
- Steindachner, 1870 : Herpetologische Notizen (II). Reptilien gesammelt Während einer Reise in Sengambien. Sitzungsberichten der Kaiserlichen Akademie der Wissenschaften in Wien, vol. 62, p. 326-348 (texte intégral).